# Benbrack
Benbrack är ett berg i republiken Irland.   Det ligger i grevskapet County Galway och provinsen Connacht, i den västra delen av landet, 240 km väster om huvudstaden Dublin. Toppen på Benbrack är 585 meter över havet, eller 312 meter över den omgivande terrängen. Bredden vid basen är 3,4 km.
Terrängen runt Benbrack är huvudsakligen lite kuperad.Runt Benbrack är det mycket glesbefolkat, med 2 invånare per kvadratkilometer. Närmaste större samhälle är Clifden, 11,2 km väster om Benbrack. Trakten runt Benbrack består i huvudsak av gräsmarker.